# Ocotillo (Kalifornija)
Ocotillo je naseljeno područje za statističke svrhe u američkoj saveznoj državi Kalifornija. Prema popisu stanovništva iz 2010. u njemu je živjelo 266 stanovnika.